# Catanthera peltata
Catanthera peltata är en tvåhjärtbladig växtart som beskrevs av Madhavan Parameswarau Nayar. Catanthera peltata ingår i släktet Catanthera och familjen Melastomataceae. Inga underarter finns listade i Catalogue of Life.